# Outtakes for the Outcast
Az Outtakes for the Outcast a Sick of It All együttes 2004-ben megjelent albuma, amelyen eddig még nem hallott, kiadatlan dalok, ritkaságok, illetve feldolgozások hallhatók. 

## Az album dalai
1. I Believe
2. Stood for Nothing
3. Borstal Breakout
4. Straight Ahead
5. All Hell Breaks Loose
6. My Little World
7. Soul Be Free
8. Blatty (Human Egg)
9. 86
10. Target
11. Rip Off
12. Working Class Kids
13. Never Measure Up
14. The Future is Mine
15. Just Look Around